# 約翰·德坎普
約翰·德坎普（英語：John W. DeCamp，1941年7月6日—2017年7月27日）是美國共和黨籍政治人物、律師，1971年至1987年任內布拉斯加州議會議員。

## 生平
出生於內布拉斯加州尼利，13歲時在父母分居後離家出走，之後八年內，他在美國各地打工。盡管沒有高中學歷，他還是進入內布拉斯加大學林肯分校就讀。
1968年入伍，在美國陸軍服役，參與了越南戰爭。1970年以上尉軍銜退伍。
1970年，當時尚在越南服役的德坎普開始競選內布拉斯加州議會議員，最終順利當選。共擔任了四個任期的議員，直到1986年競選連任時被擊敗為止。他被形容為「退伍軍人的堅決擁護者」。
1975年，他協助組織了嬰兒空運行動。
德坎普對1988年富蘭克林信用合作社戀童癖醜聞進行了深入調查，他認為該起醜聞實際上是真實的，且涉及謀殺和撒旦崇拜。他於1992年出版了《The Franklin Cover-Up — Child Abuse, Satanism, and Murder in Nebraska》，此書的第二版於1996年出版。
2017年7月27日，德坎普在內布拉斯加州諾福克去世，享年76歲。據其家人表示，他患有帕金森氏症和其它疾病。

## 外部連結
- C-SPAN內的頁面（英文）